# Leucania floccida
Leucania floccida là một loài bướm đêm trong họ Noctuidae.